# Fluorid hořečnatý
Fluorid hořečnatý, MgF2, je bílá krystalická látka. Je průhledný v širokém intervalu vlnových délek, proto se komerčně využívá v optických materiálech i ve vesmírných teleskopech. V přírodě se vyskytuje jako vzácný minerál sellait.

## Příprava a struktura
Lze ho připravit reakcí oxidu hořečnatého se zdroji fluorovodíku, např. hydrogendifluoridem amonným:
MgO + (NH4)HF2 → MgF2 + NH3 + H2O
Krystaluje v tetragonální soustavě, krystaly vykazují dvojlom. Struktura je podobná rutilu, obsahuje oktaedricky koordinované ionty Mg2+ a trigonálně koordinované ionty F−.

## Využití
Hlavní využití nachází v optice. Fluorid hořečnatý je transparentní v širokém rozmezí vlnových délek, od UV až po MIR oblast. Vyrábějí se z něj okna, čočky a hranoly pro různé optické systémy.

## Bezpečnost
Chronická expozice fluoridu hořečnatému může ovlivnit kostru, ledviny, centrální nervový systém, dýchací systém, oči a kůži a může způsobit nebo zhoršit záchvaty astmatu.